# Prionacalus buckleyi
Prionacalus buckleyi là một loài bọ cánh cứng thuộc họ Xén tóc.